# 5 cm al secondo
5 cm al secondo (秒速5センチメートル?, Byōsoku go senchimētoru), anche noto come 5  cm per second, è un film d'animazione del 2007 diretto da Makoto Shinkai.
Il film, di produzione giapponese, in Italia è stato presentato durante il Future Film Festival 2008 e ha vinto il Lancia Platinum Grand Prize, ovvero il premio per il miglior lungometraggio d'animazione con effetti speciali, «per la capacità di coniugare poesia, arte e perizia tecnica, disegno animato e nuove tecnologie, una storia emozionante e profonda ad una maestria esemplare di regia, dove ogni elemento strutturale del film, dalla sceneggiatura fino al montaggio, ci comunica grande professionalità e forte ispirazione». Successivamente è stato pubblicato in DVD dalla francese Kazé anche in italiano. Un adattamento manga di Seike Yukiko, acquistato in Italia dalla Star Comics, è stato serializzato sulla rivista Afternoon di Kōdansha tra il 25 marzo 2010 e il 25 maggio 2011. La light-novel è stata invece pubblicata dalla J-Pop, per l'etichetta Romanzi.
Il titolo, come si evince da uno dei dialoghi del lungometraggio, si riferisce alla velocità con cui i petali di ciliegio cadono al suolo. Anche questo film analizza il tema privilegiato di Makoto Shinkai: la distanza, spaziale e temporale, che separa le persone. Il film è stato distribuito per la prima volta nei cinema italiani il 13, 14 e 15 maggio 2019 da Nexo Digital.

## Trama
Il lungometraggio si suddivide in tre episodi incentrati su tre momenti diversi della vita dei due personaggi principali: viene affrontata la loro storia di amicizia e l'evolversi di questa in un sentimento più forte, sconfitto dalla lontananza che separerà i due personaggi fino all'età adulta.
- Episodio 1 – Ōkashō (桜花抄?, Ōkashō, lett. "Il capitolo dei fiori di ciliegio"):

Giappone, primi anni novanta. Dopo aver concluso le scuole elementari, i due amici per la pelle Takaki Tōno e Akari Shinohara sono costretti a separarsi. Akari si sposta nella prefettura di Tochigi e Takaki va in una scuola di Tokyo. I due continuano a scriversi lettere, ma quando Takaki apprende di doversi trasferire di nuovo, stavolta nella lontana Kagoshima, capisce che ha un'ultima possibilità di vedere Akari prima di partire. Fissa quindi un appuntamento con lei e decide di raggiungerla in treno, nonostante il tragitto sia complesso e debba cambiare linea e carrozza più volte. Per via della neve però ritarda l'arrivo di diverse ore: quando stremato e affranto arriva a destinazione, ormai a notte fonda, immagina che Akari ormai se ne sia andata, ma proprio quando cede alla disperazione trova la ragazza ad attenderlo.
- Episodio 2 – Cosmonaut (コスモナウト?, Kosumonauto, lett. "Cosmonauta"):

Takaki Tōno, trasferitosi nella calda prefettura di Kagoshima, è al terzo anno delle superiori. La sua compagna di classe Kanae Sumita è particolarmente interessata a lui e sebbene sia molto timida, fa di tutto per stargli accanto tentando inutilmente di confessargli il proprio amore. Una sera, proprio quando sente finalmente di poter esprimere i propri sentimenti al ragazzo, osservando un razzo per lo spazio partito dalla vicina base militare, Kanae si rende conto che Takaki è in realtà innamorato di un'altra ragazza ed è per questo che sembra sempre perso ad osservare l'infinito. La giovane reprime quindi i suoi sentimenti e rinuncia alla sua dichiarazione d'amore.
- Episodio 3 – Byōsoku 5 Centimeter (秒速5センチメートル?, Byōsoku 5 Senchimētoru, lett. "5 centimetri al secondo"):

L’ultimo dei tre episodi è il più interessante dato che Makoto Shinkai non evidenzia la prova finale che certifica la fine della storia tra Takaki e Akari. Anche se nella scena finale si vede Akari sparire dopo il passaggio del treno bisogna sottolineare che le fasi temporali in cui compare Takaki sono completamente sfalsate (in anticipo di almeno un anno) da quelle di Akari. Quando compare lui appaiono spesso e volentieri riferimenti alla datazione (2008, nel suo cellulare, in una rivista in un'edicola ecc ecc) mentre non compare nulla quando si vede lei. Questo dà adito al dubbio che, si Takaki e Akari si lasciano, ma che dopo un certo tempo si ritrovano e che addirittura potrebbero sposarsi. Sostanzialmente Makoto Shinkai voleva lasciare allo spettatore la libertà di prevedere il finale secondo la propria sensibilità suscitando emozioni come lui stesso ha dichiarato anche quando è stato invitato all’FFF di Bologna nel 2008. I finali sono due, uno pessimistico e uno ottimistico: 
·        Finale pessimistico: L'episodio finale, ambientato a Tokyo nel 2008, vede Takaki, ormai adulto e diventato programmatore di computer, che sente ancora la mancanza di Akari e che non riesce a costruire una vita sentimentale o a provare emozioni. Un giorno, uscito di casa vede Akari dall'altra parte di un passaggio a livello, ma il passaggio di due treni gli impedisce di richiamare la sua attenzione. Un breve flashback mostra che Akari ha dimenticato Takaki (un giorno, ritrovando per caso una lettera che avrebbe voluto consegnargli nell'ultimo loro incontro alle scuole medie, prova soltanto una piacevole sensazione per il bel ricordo di un amore che ormai non esiste più), infatti si è rifatta una vita con un altro uomo e sta per sposarsi. Di nuovo al presente, in seguito al passaggio dei due treni, Akari è già andata via, così Takaki finalmente capisce che la sua relazione con lei appartiene al passato e che deve iniziare a pensare al suo futuro, quindi prosegue il suo cammino facendo un sorriso amaro, che però è anche una liberazione per un amore che la distanza e il tempo hanno ormai cancellato.  
·        Finale ottimistico: Ci sono parecchi elementi che evidenziano il fatto che, nonostante l’apparente tragedia, il legame tra Akari e Takaki in realtà ritorna. Ovviamente Makoto non lo evidenzia anzi lo nasconde (ma fino ad un certo punto). C’è la scena in cui si vedono due uccelli nel cielo di Tokyo che volano insieme, classica allegoria alla giapponese del fatto che  Akari e Takaki sono destinati a stare insieme.  C’è la scena dove Akari in treno, nonostante si sta per sposare, pensa costantemente ad Takaki. Una che si sta per sposare è difficile che pensi ad una storia del passato…  C’è la scena nella sigla finale dove si vede Akari abbracciata ad un altro uomo dove, guarda caso, non si vede la sua faccia oltre la bocca… che coincidenza…  
Morale della favola, è vero che la distanza indebolisce i rapporti ma il fatto che Akari sparisca dopo il passaggio del treno non significa proprio nulla. Semplicemente si possono essere ritrovati dopo, specialmente dopo che Takaki ha avuto uno relazione di tre anni con un’altra ragazza. Lo scopo di Makoto Shinkai era quello di suscitare emozioni ma non di dare un finale certo alla storia.

## Personaggi
Takaki Tōno (遠野 貴樹?, Tōno Takaki)
Doppiato da: Kenji Mizuhashi (ed. giapponese), Federico Zanandrea (ed. italiana)
Takaki è il protagonista della serie. Takaki viveva a Nagano, poi si trasferì a Mie, Shizuoka e infine a Tokyo all'inizio della scuola media con la sua famiglia a causa del lavoro di suo padre. Un anno dopo, incontrò un'altra studentessa trasferita di nome Akari Shinohara e divennero rapidamente amici.  A loro piaceva anche discutere vari argomenti della scienza di cui leggevano nei libri. Un giorno, Takaki e Akari passarono vicino a un piccolo boschetto pieno di fiori di ciliegio mentre tornavano da scuola, discutendo della velocità dei loro petali che cadono in 5 cm al secondo. Il giorno della laurea, quando Akari si doveva trasferire, Takaki non è stato in grado di dirle addio. Quando Takari frequentò la scuola superiore, si unì al club di calcio. Un giorno d'estate, lui ricevette una lettera da Akari e da allora iniziarono a scambiarsi lettere. Tuttavia, l'anno successivo, il padre di Takaki annunciò che la sua famiglia si sarebbe trasferita sull'isola di Tanegashima a Kagoshima. Rendendosi conto che non avrebbero mai più potuto vedersi, Takaki suggerì di incontrare Akari l'ultima volta il 4 marzo alle 11.00 alla stazione della sua città, cosa che accettò. La mattina del giorno successivo, prima di ritornare a Tokyo, Takaki disse che avrebbe continuato a scriverla e chiamarla. Da solo sul treno in partenza, Takaki guardò il paesaggio all'esterno e promise a se stesso che sarebbe diventato più forte per proteggerla. Durante i suoi anni sull'isola di Tanegashima, Takaki divenne sempre più riluttante a inviare lettere ad Akari, che alla fine lo portarono a perdere i contatti con lei. Ha sviluppato l'abitudine di scrivere e-mail sul suo telefono senza un ricevitore. Takaki a volte sognava lui e Akari che guardavano l'alba insieme su un pianeta alieno. In seguito, iniziò a fare parte del club di kyūdō. Dopo le lezioni, era spesso accompagnato da una compagna di scuola di nome Kanae Sumida, che aveva una cotta per lui. Con il passare degli anni Takaki divenne un programmatore ed ebbe una ragazza, ma a causa del suo desiderio per Akari, la sua vita si è deteriorata sempre di più. Dopo aver lasciato il lavoro e aver rotto con la sua ragazza, ha iniziato a lavorare come libero professionista. Un giorno di primavera, passò vicino ai boschi e si diresse verso un passaggio a livello. Quando Takaki vide una donna dall'altra parte della ferrovia, sembrò riconoscere Akari che era diventata una persona adulta. Ma quando si voltò per controllare, due treni coprirono la sua visione. Dopo che i treni passarono, vide che la donna se n'era andata, così lui sorrise a se stesso e decise di andare avanti mentre i fiori di ciliegio si agitavano nella scia del treno.
Akari Shinohara (篠原 明里?, Shinohara Akari)
Doppiata da: Yoshimi Kondō (ed. giapponese), Debora Magnaghi (ed. italiana)
Akari nacque a Utsunomiya, ma in seguito si trasferì ad Akita, Shizuoka e Ishikawa con la sua famiglia quando iniziò la scuola elementare, poi si trasferì a Tokyo all'inizio del suo quarto anno. Lì incontrò Takaki, e fece subito amicizia con lui a causa delle loro circostanze simili. L'anno successivo, nonostante fossero in classi diverse, Akari e Takaki continuarono a passare il tempo insieme e iniziarono a studiare per entrare nella stessa scuola media. Dopo aver superato l'esame di ammissione, i genitori di Akari le rivelarono che si sarebbero trasferiti a Iwafune, nella prefettura di Tochigi a causa del lavoro. Akari ha cercato di convincerli a lasciarla rimanere a Tokyo a casa di sua zia ma senza successo, e ha condiviso la triste notizia con Takaki attraverso il telefono. Il giorno della laurea, si separarono. Al giorno del loro ultimo incontro, il 4 marzo alle 11:00, Akari ha aspettato per ore alla stazione ferroviaria, poiché il treno di Takaki era in ritardo a causa di una tempesta di neve. Quando arrivò, lei gli diede il bentō che aveva preparato per l'occasione e cenò con lui. Quando Takaki prese il treno per tornare a Tokyo, le ha promesso che le avrebbe inviato alcune lettere. Durante i suoi anni a Iwafune, scambiò lettere con Takaki meno spesso e alla fine perse i contatti con lui. Tredici anni dopo, incontrò un uomo e i due si fidanzarono. Un giorno, a casa dei suoi genitori a Iwafune, mentre esaminava le cose che aveva conservato dai tempi della scuola, trovò la lettera che aveva programmato di dare a Takaki al loro ultimo incontro. Sorrise, ricordando quanto fosse felice in quel momento. Quando Akari divenne adulta, fece una passeggiata. Da qualche parte a Tokyo, passò a un passaggio a livello, mentre un uomo stava arrivando dall'altra parte. Per un momento, Akari sembrò riconoscere Takaki che era diventato una persona adulta. Tuttavia quando si voltò per controllare e un treno coprì il suo campo visivo, decise di allontanarsi senza aspettare che il treno passasse.
Kanae Sumida (澄田 花苗?, Sumida Kanae)
Doppiata da: Satomi Hanamura (ed. giapponese), Debora Morese (ed. italiana)
Da piccola, Kanae adottò un cane marrone che ha trovato in riva al mare e lo ha chiamato come la moto di sua sorella, Cub. Durante la scuola media, incontrò per la prima volta Takaki e si è immediatamente innamorata di lui. Negli anni delle medie, lo accompagnava spesso sulla strada per la scuola e passava vicino a un semplice ufficio postale. Ha anche cercato di studiare in modo da poter entrare nella sua stessa scuola superiore. Nel suo ultimo anno di scuola, Kanae non era in grado di decidere cosa avrebbe fatto dopo la laurea, preoccupando il suo insegnante e la sua famiglia. Era anche una surfista in una spiaggia vicina, un hobby ispirato da sua sorella maggiore, ma non poteva concentrarsi sulla sua pratica a causa dei suoi pensieri su Takaki. Kanae spesso aspettava lui dopo le lezioni in modo da poterlo accompagnare. Lungo la strada, a volte visitavano un minimarket per comprare qualcosa da bere. Non riuscirà mai a confessare i suoi sentimenti a Takaki perché capisce che lui è ancora innamorato di un'altra ragazza.

## Colonna sonora
1. Ōkashō (桜花抄?) – 4:51
2. Omoide wa tōku no hibi (想い出は遠くの日々?) – 1:14
3. Shōsō (焦燥?) – 1:09
4. Yuki no eki (雪の駅?) – 2:19
5. Kiss (Ｋｉｓｓ?) – 3:13
6. Kanae no kimochi (力ナエの気持ち?) – 1:47
7. Yume (夢?) – 1:40
8. Sora to umi no shi (空と海の詩?) – 2:00
9. Todokanai kimochi (届かない気持ち?) – 1:41
10. End Theme – 2:52
11. One more time, One more chance (PIANO ver., Bonus Track) – 5:00

## Distribuzione
Il film è stato distribuito nei cinema giapponesi a partire dal 3 marzo 2007.
In Italia il film è stato distribuito da Kazé nel 2010 sotto forma di DVD con il titolo 5 cm per second. Nei giorni 13, 14 e 15 maggio 2019 è stato distribuito anche al cinema da parte di Dynit e Nexo Digital, reintitolato 5 cm al secondo.

## Manga
Il manga, scritto da Makoto Shinkai e disegnato da Seike Yukkiko, venne distribuito sulla rivista Afternoon di Kōdansha pubblicando il primo volume il 25 marzo 2010 e l'ultimo il 25 maggio 2011 con un totale di due volumi tankobon. La serie arrivò anche in Italia e venne pubblicata dalla casa editrice Star Comics dal 18 luglio al 22 agosto 2015. In seguito, venne pubblicato un cofanetto che contiene i due volumi dell'edizione italiana pubblicato il 30 aprile 2019.

### Volumi
| Nº | Data di prima pubblicazione | Data di prima pubblicazione | Data di prima pubblicazione | Data di prima pubblicazione |
| Nº | Giapponese                  | Giapponese                  | Italiano                    | Italiano                    |
| -- | --------------------------- | --------------------------- | --------------------------- | --------------------------- |
| 1  | 22 dicembre 2011            | ISBN 978-4-06-310711-1      | 18 luglio 2015              | ISBN 978-88-6920-374-9      |
| 2  | 22 aprile 2011              | ISBN 978-4-06-310739-5      | 22 agosto 2015              | ISBN 978-88-6920-432-6      |